# آرثر ثورمان
آرثر ثورمان (بالإنجليزية: Arthur Thurman) هو مهندس أمريكي، ولد في 12 سبتمبر 1879 في تكساس في الولايات المتحدة، وتوفي في 30 مايو 1919.